# Dasyvalgus biguttatus
Dasyvalgus biguttatus är en skalbaggsart som beskrevs av Moser 1904. Dasyvalgus biguttatus ingår i släktet Dasyvalgus och familjen Cetoniidae. Inga underarter finns listade i Catalogue of Life.